# مارتیروس مکرتچیان
مارتیروس شیرازه‌تسی مکرتچیان (ارمنی: Մարտիրոս Շիրազեցի Մկրտչյան؛   )، نویسنده، ویراستار، منتقد ادبی اهل ارمنستان در سده ۱۹ میلادی بود.

## زندگی‌نامه
وی در سده ۱۹ میلادی به دنیا آمد. وی در کلکته، هند سکونت داشت و بین سال‌های ۱۸۲۳-۱۸۲۱ مجله «Շտեմարան» را منتشر می‌کرد. وی سده ۱۹ میلادی درگذشت.